# Iのi乗
数学において、虚数単位 i の i 乗（i の i じょう）すなわち ii とは、ある可算無限個の正の実数である。ネイピア数 e と円周率 π を用いて、
{\displaystyle i^{i}=e^{-(4n+1)\pi /2}}
と書ける（n は任意の整数）。n = 0 としたとき、ii は主値
{\displaystyle i^{i}=e^{-\pi /2}={\frac {1}{\sqrt {e^{\pi }}}}=0.20787957\ldots }
を取る（オンライン整数列大辞典の数列 A49006）。

## 計算の方法
まず i の偏角は（ラジアンで） π/2 + 2nπ（n は任意の整数）であることに注意する。
{\displaystyle i^{i}=e^{i\log i}}
ただし log は複素対数函数（多価関数）であり、log i は
{\displaystyle \log i=\ln |i|+i\arg i=\ln 1+i\left({\frac {\pi }{2}}+2n\pi \right)=i\left({\frac {\pi }{2}}+2n\pi \right)}
そして指数関数 ex は、冪級数
{\displaystyle e^{x}=\exp(x)=\sum _{n=0}^{\infty }{x^{n} \over n!}=1+x+{x^{2} \over 2!}+{x^{3} \over 3!}+{x^{4} \over 4!}+\cdots }
等により定義され、虚数乗も計算できる。
ここで ln は実数値関数の自然対数であり
{\displaystyle i^{i}=e^{i\cdot i\left(\pi /2+2n\pi \right)}=e^{-\left(\pi /2+2n\pi \right)}=e^{-(4n+1)\pi /2}}
と計算される。n = ... , −2, −1, 0, 1, 2, ...　とおくと
{\displaystyle i^{i}=\ldots ,\,e^{7\pi /2},\,e^{3\pi /2},\,e^{-\pi /2},\,e^{-5\pi /2},\,e^{-9\pi /2},\ldots }
となる。主値は冒頭の通り n = 0 のときの e−π/2 である。

## 数学的性質
ii の取る値はどれも正の実数であるが、e−(π/2 + 2nπ) の整数 n を適当に小さくとれば、どんな実数よりも大きな数になり、逆に n を大きくとれば、どんな正の実数よりも小さな数になる。したがって ii には最大値も最小値も存在しない。
ii の主値 e−π/2 は
{\displaystyle e^{-\pi /2}=e^{(i/2)\operatorname {Log} (-1)}=(-1)^{i/2}}
であるから、ゲルフォント＝シュナイダーの定理より、超越数であるため、無理数である。同様に他の ii の値も超越数である。
なお (−i)−i も 
{\displaystyle (-i)^{-i}=e^{-i\log(-i)}=e^{-(\pi /2-2n\pi )}}
なので、(−i)−i = ii である。
テトレーション {\displaystyle i^{i^{.^{.^{i}}}}} の極限は実数ではない複素数に収束する (Macintyre 1966)。
{\displaystyle {\begin{aligned}i^{i^{i^{.^{.^{.}}}}}&=\lim _{n\to \infty }{i\rightarrow n\rightarrow 2}\\&=\lim _{n\to \infty }{i\uparrow \uparrow n}=\lim _{n\to \infty }{(i\uparrow )^{n}i\uparrow i}\\&=-{\frac {W(-\log i)}{\log i}}={\frac {2i}{\pi }}\,W{\Bigl (}{-{\frac {\pi }{2}}i}{\Bigr )}\\&\approx 0.438283+0.3605924\cdot i.\end{aligned}}}
ただし、W はランベルトのW関数である。